# Javier Losada
Francisco Javier Losada de Azpiazu, né le 16 juillet 1955 à La Corogne en Galice, est un homme politique espagnol du Parti des socialistes de Galice-PSOE, anciennement maire de La Corogne.

## Biographie
Il est titulaire d'une licence en médecine et chirurgie et est le fondateur de l'Orchestre symphonique de Galice (OSG). Il préside par ailleurs l'Entreprise municipale des eaux de La Corogne (EMALCSA), le Consortium pour la Promotion de la musique et le Consortium pour le Tourisme.

## Vie politique
Membre du conseil municipal de La Corogne depuis les élections municipales du 8 mai 1983, il a été adjoint au maire Paco Vázquez de 1983 à 2006, cumulant ce poste avec diverses responsabilités exécutives.
Il a été élu député au Parlement de Galice le 19 octobre 1997, mais ne s'est pas présenté à la réélection le 21 octobre 2001.
Le 14 mars 2004, il est élu sénateur de la circonscription de La Corogne, et a été reconduit lors des élections du 9 mars 2008.
À la suite de la nomination de Paco Vázquez comme ambassadeur d'Espagne au Vatican, Javier Losada est élu maire de La Corogne le 24 mars 2006. Candidat à sa propre succession aux élections du 27 mai 2007, il perd la majorité absolue avec 11 sièges sur 25, contre 14 précédemment. Il forme alors une coalition avec le Bloc nationaliste galicien et est réélu maire de la ville.
Le 11 juin 2011, Carlos Negreira Souto, du Parti populaire, lui succède.